# مقاطعة وينيباغو (ويسكونسن)
مقاطعة وينيباغو هي مقاطعة في ويسكونسن، بلغ عدد سكانها 166٬994  نسمة، في 2010، عاصمتها أوشكوش.

## الموقع
تشترك في الحدود مع:
- مقاطعة واوباكا
- مقاطعة فوند دو لاك
- مقاطعة غرين ليك
- مقاطعة كالوميت
- مقاطعة أوتاغامي (ولاية ويسكونسن)
- مقاطعة ووسارا (ولاية ويسكونسن).